# Stadio comunale (San Giovanni in Marignano)
Lo Stadio Comunale è l'impianto di calcio del comune di San Giovanni in Marignano.
Stadio marginale nel panorama calcistico (la squadra di San Giovanni in Marignano non ha mai militato in categorie professionistiche), riveste invece importanza storica per il football americano in quanto teatro di un'edizione dell'Italian Superbowl  (2008).

## Incontri principali

### Italian Superbowl
| San Giovanni in Marignano 19 luglio 2008 | Lions Bergamo | 56 – 54 (6-0 36-28 7-12 7-14) | Giants Bolzano | Stadio Comunale (2500 spett.) |